# カールスルーエ・バーデン州立劇場

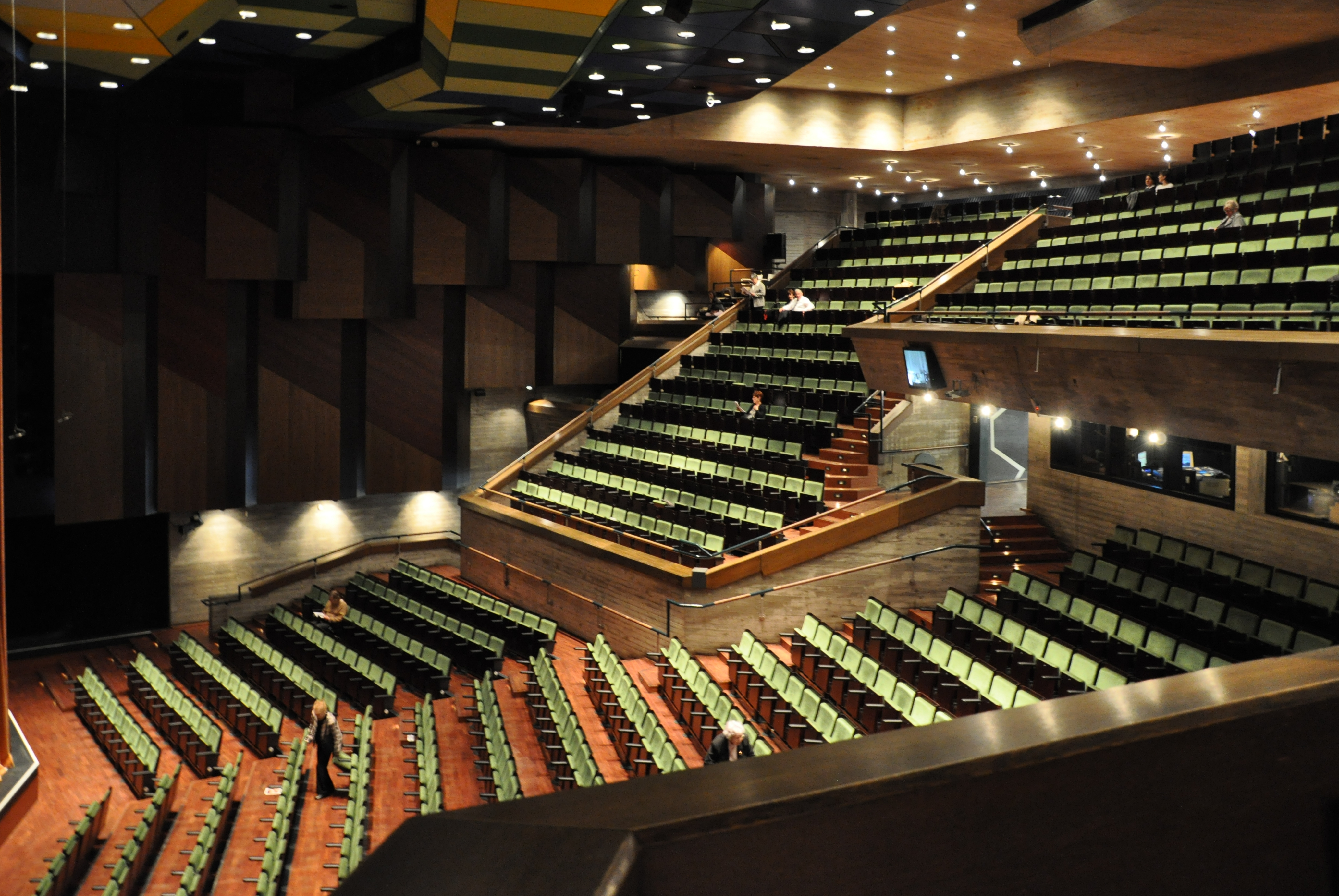
歌劇場の"ビッグハウス"部分

カールスルーエ・バーデン州立劇場（カールスルーエ・バーデンしゅうりつかげきじょう、独: Badisches Staatstheater Karlsruhe）は、ドイツ・バーデン＝ヴュルテンベルク州カールスルーエにある歌劇場である。

## 沿革
1808年創立。1847年の火災により最初期の建物は焼失し、2代目のオペラ座も戦災により失われ、現在の建造物は1975年に建てられた3代目のものである。

## 劇場関係者
歴代の音楽監督には、オットー・デッソフ、フェリックス・モットル、ヘルマン・レーヴィといった伝説的大指揮者が並ぶ。近年日本人指揮者大野和士が監督を務めたこともあり、日本でも比較的名の通った中小歌劇場である。
現在の指揮者はジャスティン・ブラウン（2008年 - ）。